# Gabby Hartnett
Charles Leo Hartnett (ur. 20 grudnia 1900, zm. 20 grudnia 1972) – amerykański baseballista, który występował na pozycji łapacza przez 20 sezonów w Major League Baseball.
Hartnett swoją karierę rozpoczął w 1921 roku w zespole Worcester Boosters z Eastern League, gdzie był obserwowany przez skauta Chicago Cubs Jacka Doyle’a. Przed rozpoczęciem sezonu 1922 za 2500 dolarów przeszedł do Cubs, w którym zadebiutował 12 kwietnia 1922 w meczu przeciwko Cincinnati Reds. W 1933 po raz pierwszy wystąpił w Meczu Gwiazd, zaś dwa lata później został wybrany najbardziej wartościowym zawodnikiem. W latach 1938–1940 był grającym menadżerem Cubs.
W grudniu 1940 podpisał kontrakt jako wolny agent z New York Giants, w którym rok później zakończył karierę. W późniejszym okresie był między innymi menadżerem zespołów z niższych lig oraz trenerem i skautem w Kansas City Athletics. W 1955 został wybrany do Galerii Sław Baseballu. Zmarł w swoje 72. urodziny 20 grudnia 1972.
| Nagroda/wyróżnienie   | Lata                               | Źródło |
| MVP National League   | 1935                               | [ 1 ]  |
| 6× All-Star           | 1933, 1934, 1935, 1936, 1937, 1938 | [ 2 ]  |
| Baseball Hall of Fame | od 1955                            | [ 5 ]  |